# Пинаска-Дубионе (Торино)
Пинаска-Дубионе је насеље у Италији у округу Торино, региону Пијемонт.
Према процени из 2011. у насељу је живело 2068 становника. Насеље се налази на надморској висини од 549 м.